# Potsdam
Potsdam è una città extracircondariale di 187 119 abitanti della Germania, capitale e centro maggiore del Land del Brandeburgo. Si trova immediatamente a sud-ovest della capitale federale, Berlino, ed è un importante centro nella regione metropolitana Berlino/Brandeburgo.
Potsdam, indicata talvolta come "la Versailles tedesca", è nota per il gran numero di palazzi e parchi che furono usati come residenze dai re di Prussia. L'insieme dei suoi siti culturali (il più grande in Germania) è stato inserito nel 1990 nella lista dei patrimoni dell'umanità dell'UNESCO (vedi: Palazzi e parchi di Potsdam e Berlino).
La città è anche centro industriale e scientifico di rilievo, con più di 30 istituti di ricerca, nonché sede universitaria (Universität Potsdam). Circa il 35% degli abitanti sono studenti. Il quartiere di Babelsberg, ai tempi della "repubblica di Weimar", fu sede di un grande centro cinematografico (UFA-Filmstudio Babelsberg) che rese la città centro del cinema tedesco. Oggi gli studi sono ancora un importante centro di produzione cinematografica e televisiva, possiedono attrezzature all'avanguardia e spesso scelti come luogo di produzione per progetti cinematografici internazionali.

## Geografia fisica

### Situazione geografica
Potsdam dista 128 km da Magdeburgo, 37 da Brandeburgo sulla Havel, circa 30 sud ovest di Berlino. Con la capitale è contigua nei quartieri periferici di Kladow e Wannsee.
Nella città il fiume Havel ingrossa il suo alveo (già dai quartieri berlinesi di Kladow e Wannsee), formando un'area lacustre contornata da ampie zone forestali tipica dei paesaggi modellati dalle glaciazioni. La zona è caratterizzata dall'alternanza di ampie pianure e morene, come a sud quella di Saarmund. Il punto più elevato della città è la collina Kleine Ravensberg con 114,2 metri. Il punto più basso sono i 29 metri del livello medio dell'acqua dell'Havel. Il territorio cittadino è oggi per circa il 75% composto da foreste, superfici idriche e terreni agricoli, il 25% sono edifici ed opere di urbanizzazione.
Nel complesso si trovano a Potsdam circa 20 laghi. Nel centro urbano ci sono tra gli altri l'Heilige See, l'Aradosee, il Lago di Templin, il Tiefer See ed il lago di Griebnitz. Nelle aree rurali esterne ci sono tra gli altri il Lago di Sacrow, il lago di Lehnitz, il lago Groß Glienicker ed il lago Weiße See.
Tra i fiumi e canali, oltre alla Havel, fiume di collegamento per molti laghi, ci sono anche il canale Sacrow-Paretz, il canale di Teltow, il Nuthe ed il Wublitz.

### Zone limitrofe
Quasi completamente circondata dalla periferia di Potsdam c'è l'ex enclave berlinese di Steinstücken, che venne unita a Berlino Ovest nel 1972 tramite un piccolo corridoio, in seguito ad un accordo firmato dal Senat di Berlino Ovest e dalla DDR, sotto la supervisione degli Alleati, il 20 dicembre 1971, onde evitare ai residenti (circa 200) della piccolissima enclave controlli doganali ad ogni passaggio dalla stessa al resto di Berlino Ovest.
Partendo da nord-est, in senso orario, le città confinanti con Potsdam: Berlino come anche Stahnsdorf, Nuthetal, Michendorf, Schwielowsee (Geltow, Caputh, Ferch) e Werder (Havel) (tutte facenti parte amministrativamente del circondario di Potsdam-Mittelmark). Ketzin, Wustermark e Dallgow-Döberitz del circondario della Havelland.

### Clima

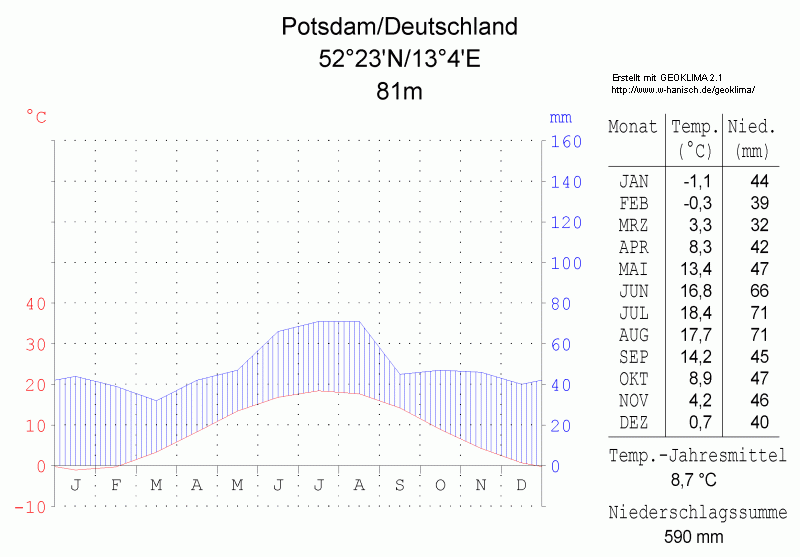
Diagramma climatico Potsdam

Potsdam gode di un clima temperato, influenzato dal clima atlantico da nord ed ovest ma comunque con forti accenni ad un clima continentale proveniente da est. Eventi meteorologici estremi come bufere e grandinate violente sono molto rari. Le temperature corrispondono generalmente alla media tedesca. Gli sbalzi di temperatura sono minori che non in altre zone continentali ma maggiori di quelle registrate dalle regioni costiere. La pioggia, 590 millilitri annui (come Barcellona), è relativamente rara; Monaco di Baviera, ad esempio, raccoglie più di 1 000 millilitri di pioggia annui.
Dal 1874 i dati climatici della città vengono raccolti sull'altura Telegrafenberg dall'Istituto di ricerche climatiche di Potsdam.

## Storia

### Medioevo

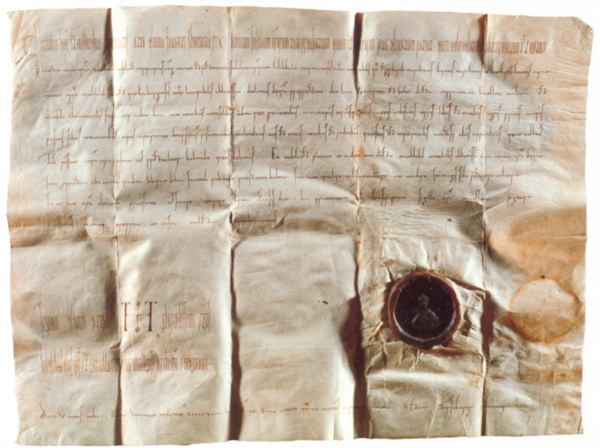
Atto di donazione del 993

L'area metropolitana era probabilmente già colonizzata nell'età del bronzo. Dopo le invasioni barbariche del V secolo una tribù del popolo slavo degli Evelli costruì un villaggio fortificato sul punto di confluenza del fiume Nuthe nel fiume Havel.

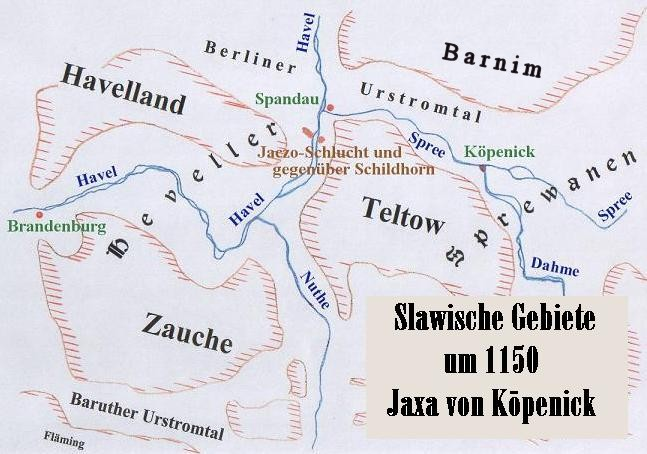
Territori slavi verso il 1150

La prima menzione scritta della città è in un atto di donazione dell'imperatore Ottone III alla città di Poztupimi datato 3 luglio 993. Il nome deriva probabilmente dalle parole slave pod ("presso") e dubimi ("rovere") traducibili quindi come "sotto le querce". Un'altra interpretazione etimologicamente più probabile fa invece derivare il nome della città dal sorabo Podstupim, che significa "avamposto".
Nel 1157 Alberto l'Orso conquista la città e fonda la Marca di Brandeburgo, ponendola di fatto sotto la protezione del Sacro Romano Impero. Potsdam fu fino al XII secolo la pietra angolare del confine sud-orientale della Marca; sulle rive dell'Havel fu costruito un castello in pietra. Dal 1317 viene definita città fortificata con il nome di Postamp. Nel 1345 riceve il diritto di nominarsi città ma non si sviluppò oltre dal diventare un piccolo mercato urbano. Dal 1416 alla fine della prima guerra mondiale Potsdam rimase sotto il dominio degli Hohenzollern. La città fu distrutta due volte da incendi e dalla guerra dei trent'anni.

### Residenza reale e conseguente sviluppo
Nel 1653 il principe elettore Federico Guglielmo riesce a limitare il potere della nobiltà terriera, inaugurando l'assolutismo nel Brandeburgo. Il suo regno è stato uno dei più influenti nella storia di Potsdam. Riscattò molti terreni ipotecati ed alcune aree urbane unendo il tutto in un'unica proprietà e nominò la città come seconda residenza regale in aggiunta a Berlino. Con il rifacimento del castello di Potsdam e l'abbellimento dei parchi circostanti inaugurò un periodo di forte sviluppo economico.

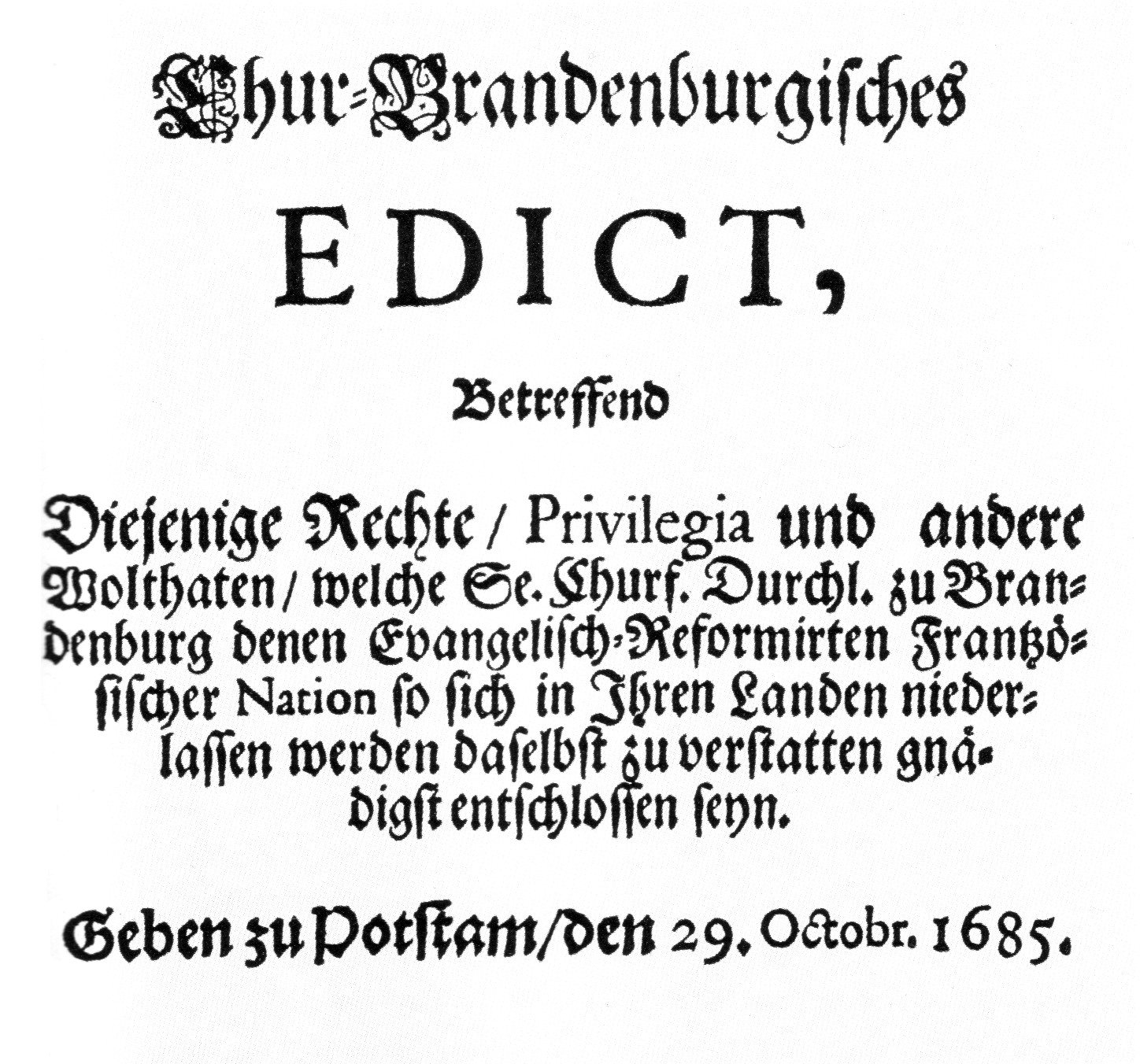
L'editto di Potsdam del 1685

Nel 1685 emanò l'editto di Potsdam, conosciuto anche come editto della tolleranza.
Grazie a questo migliaia di protestanti (molti di cui ugonotti francesi) si rifugiarono nei territori brandeburghesi popolando vaste zone prima disabitate e importando manodopera qualificata.
Sotto il "re soldato" ("re sergente") Federico Guglielmo I di Prussia la città divenne sede di un'importante guarnigione. Ciò portò ad un notevole aumento della popolazione e richiese la costruzione di nuove aree residenziali. Dal re furono fatte costruire tre delle chiese principali: la chiesa della guarnigione (Garnisonkirche), la chiesa di San Nicola (St. Nikolaikirche) e la chiesa del Santo Spirito (Heilig-Geist-Kirche). A Federico Guglielmo si deve anche l'istituzione del collegio militare (Großes Militärwaisenhaus) nella Breiten Straße. Qui i figli dei militari, soprattutto se orfani, venivano accuditi, istruiti e in seguito addestrati. Questi edifici sono ancora oggi parte importante del profilo architettonico di Potsdam.

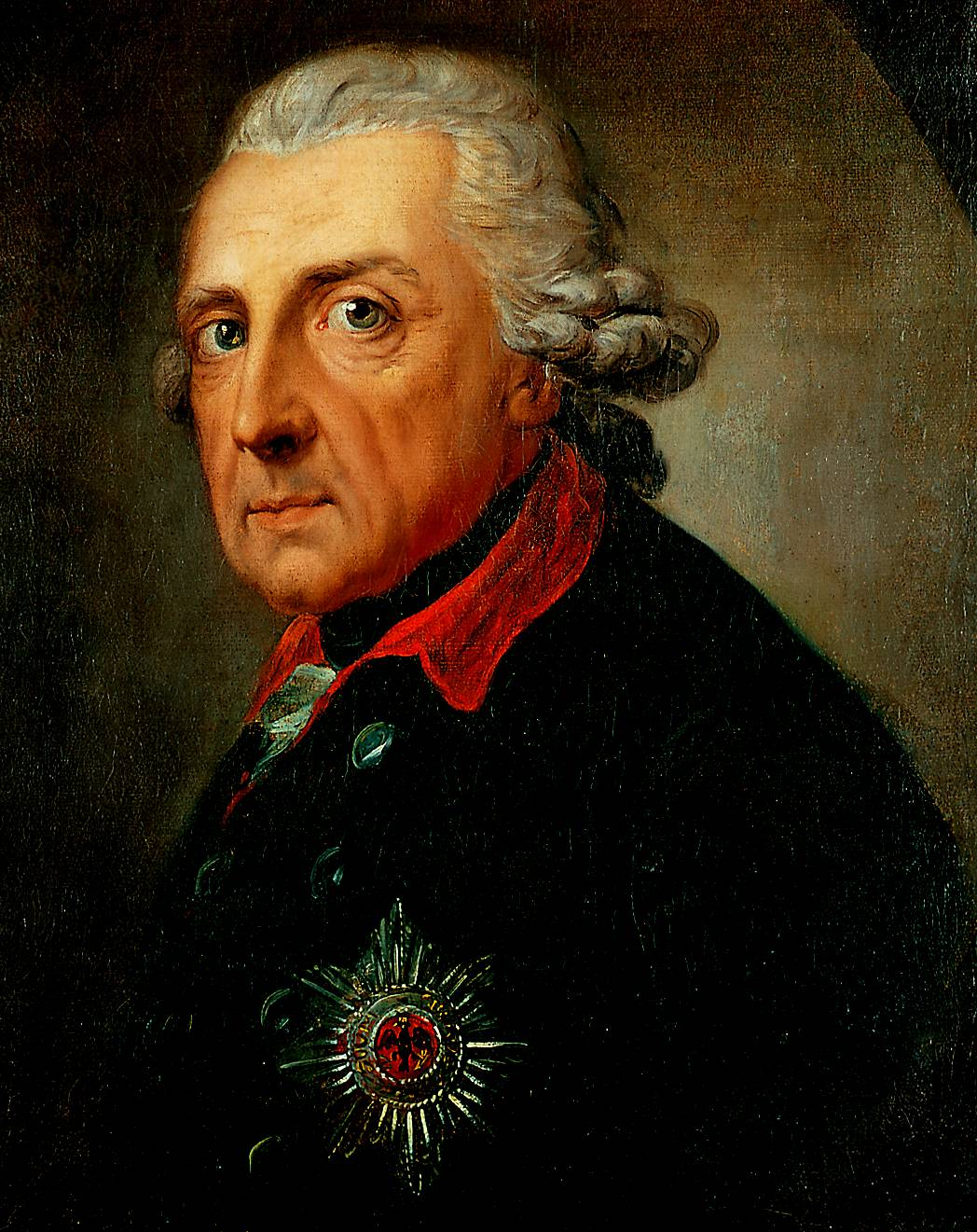
Il monarca illuminato Federico il Grande influenzò positivamente Potsdam.

Suo figlio Federico II di Prussia, detto anche Federico il Grande, apprezzava le idee illuministe e da queste si fece ispirare per la riforma dello stato prussiano. Decise definitivamente di eleggere Potsdam a unica residenza regale, commissionando quindi molteplici opere per modificare strade, piazze, palazzi e parchi. Tra gli innumerevoli interventi si ricordano il rimodernamento del vecchio mercato (Alter Markt), la facciata barocca del municipio. Iniziò inoltre i rifacimenti di quello che sarà poi il parco di Sanssouci, il cui annesso castello divenne dal 1745 la sua residenza estiva. In seguito si aggiunse anche il Neues Palais. Il castello cittadino ed il parco Lustgarten divennero invece le sedi invernali della reggia. Importante fu l'attività dell'architetto Georg Wenzeslaus von Knobelsdorff.
Nell'ottobre 1806 Napoleone con le sue truppe raggiunse la città, visitando tra l'altro la tomba di Federico il Grande nella cripta della chiesa della guarnigione. L'occupazione francese portò effetti duraturi nella riforma del sistema politico. Dopo la sconfitta di Napoleone, Federico Guglielmo III convogliò dal 1815 lo sviluppo cittadino verso una concezione meno militaristica e più amministrativa. Fece trasferire molti impiegati statali nella città e nel 1838 inaugurò la prima ferrovia dello stato Prussiano: la Potsdam-Berlino.
Nel marzo 1848 moti popolari sconvolsero Berlino. Il popolo chiedeva una costituzione liberale. Il re Federico Guglielmo IV si rifugiò a Potsdam. All'esterno del Neues Palais si erano radunati alcuni militari ammutinati che però vennero dispersi dalle truppe di élite. Dopo il caos provocato da questa mal riuscita rivoluzione, la restaurazione provò a ristabilire l'ordine inaugurando ambiziosi progetti architettonici, come la chiesa cattolica dei Santi Pietro e Paolo (Peter-und-Paul-Kirche). Nel 1911 Potsdam venne dotata di un porto per dirigibili e nello stesso anno furono fondati gli studi cinematografici di Babelsberg.
Nel 1914 l'ultimo re di Prussia ed imperatore tedesco Guglielmo II firmò proprio nel Neues Palais la dichiarazione di guerra alla Triplice intesa. Con la fine della prima guerra mondiale finisce anche l'era della monarchia. La rivoluzione di novembre costringe nel 1918 il Kaiser all'esilio nei Paesi Bassi. La città di Potsdam perde definitivamente il titolo di residenza reale.

### Repubblica di Weimar e nazionalsocialismo
Durante la seconda guerra mondiale, nel 1945, un violento bombardamento condotto dalla RAF ne devastò il centro storico, tra cui il castello cittadino sull'Alter Markt, lasciando però indenni la maggior parte dei palazzi del parco di Sanssouci. Al termine del conflitto Potsdam fu sede dell'omonima conferenza, che iniziò il 17 luglio 1945 e si protrasse fino al 2 agosto nel Palazzo Cecilienhof, con la quale si suddivise Berlino in quattro settori di occupazione.

### Occupazione sovietica e Germania Est
Incorporata nella zona di occupazione sovietica della Germania, dal 1949 parte della Repubblica Democratica Tedesca, fu capoluogo dal 1952 al 1990 dell'omonimo distretto, ricavato dallo smembramento del Brandeburgo. 

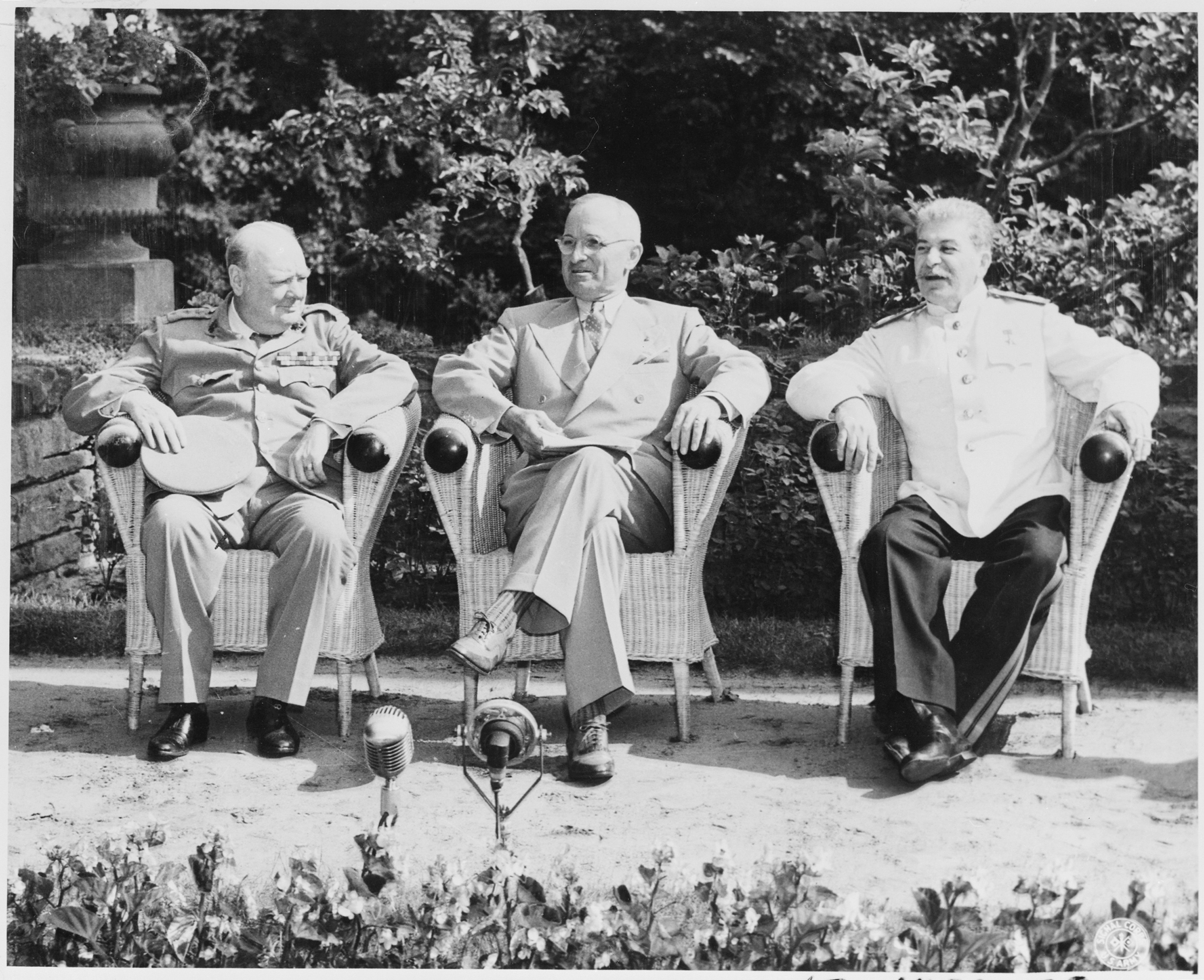
Churchill, Truman e Stalin alla Conferenza di Potsdam

Il muro di Berlino (1961-1989) lambì anche Potsdam, per separarla dal lato occidentale berlinese. È a tal proposito piuttosto celebre il Glienicker Brücke, detto anche "Ponte delle Spie", usato per scambi di spie fra gli Stati Uniti d'America e l'Unione Sovietica.

### Dopo la riunificazione tedesca
Il 6 dicembre 1993 vennero annessi alla città i comuni di Eiche e Grube. Il 26 ottobre 2003, nell'ambito della riforma territoriale del Brandeburgo, vennero annessi alla città i comuni di Fahrland, Golm, Groß Glienicke, Marquardt, Neu Fahrland, Satzkorn e Uetz-Paaren.

## Società

### Evoluzione demografica
- Sviluppo della popolazione dal 1875 entro gli attuali confini (linea blu: popolazione; linea puntata: confronto dello sviluppo della popolazione dello stato del Brandenburgo; sfondo grigio: ai tempi del governo nazista; sfondo rosso: al tempo del governo comunista)
- Sviluppo recente della popolazione (linea blu) e previsioni

| Anno | Abitanti |
| ---- | -------- |
| 1875 | 61 719   |
| 1890 | 77 301   |
| 1910 | 101 950  |
| 1925 | 107 734  |
| 1939 | 125 664  |
| 1946 | 113 035  |
| 1950 | 114 663  |
| 1964 | 117 711  |

| Anno | Abitanti |
| ---- | -------- |
| 1971 | 118 923  |
| 1981 | 139 746  |
| 1985 | 146 746  |
| 1990 | 147 252  |
| 1995 | 144 118  |
| 2000 | 140 668  |
| 2005 | 147 583  |
| 2010 | 156 906  |

| Anno | Abitanti |
| ---- | -------- |
| 2015 | 167 745  |
| 2016 | 171 810  |
| 2017 | 175 710  |
| 2018 | 178 089  |
| 2019 | 180 334  |
| 2020 | 182 112  |

Fonti dei dati sono nel dettaglio nelle Wikimedia Commons..

## Cultura
- Alexandrowka (Colonia Russa)
- Hans-Otto Theater
- Kaiserbahnhof Park Sanssouci
- Neues Palais
- Orangerie
- Schloß Sanssouci
- Chiesa di San Nicola
- Heilandskirche am Port von Sacrow
- Chiesa di Neuendorf
- Castello di Charlottenhof

## Economia

### Turismo
Potsdam è una città monumentale, i cui palazzi e parchi sono stati dichiarati patrimonio dell'umanità dall'UNESCO. Vi sono molti punti di attrazione, fra i quali il Castello di Sanssouci, il Palazzo dei Marmi, il Castello di Babelsberg, La Colonia Russia di Alexandrowka, la Kaiser-Bahnhof al Park Sanssouci, il Neues Palais, il Vecchio Municipio, il Nauener Tor, il "ponte delle spie" Glienicker Brücke, la St. Nikolaikirchen, la Nauener Tor, la Einsteinturm e molto altro.
È d'interesse anche il parco cinematografico di Babelsberg.

## Infrastrutture e trasporti

### Ferrovie

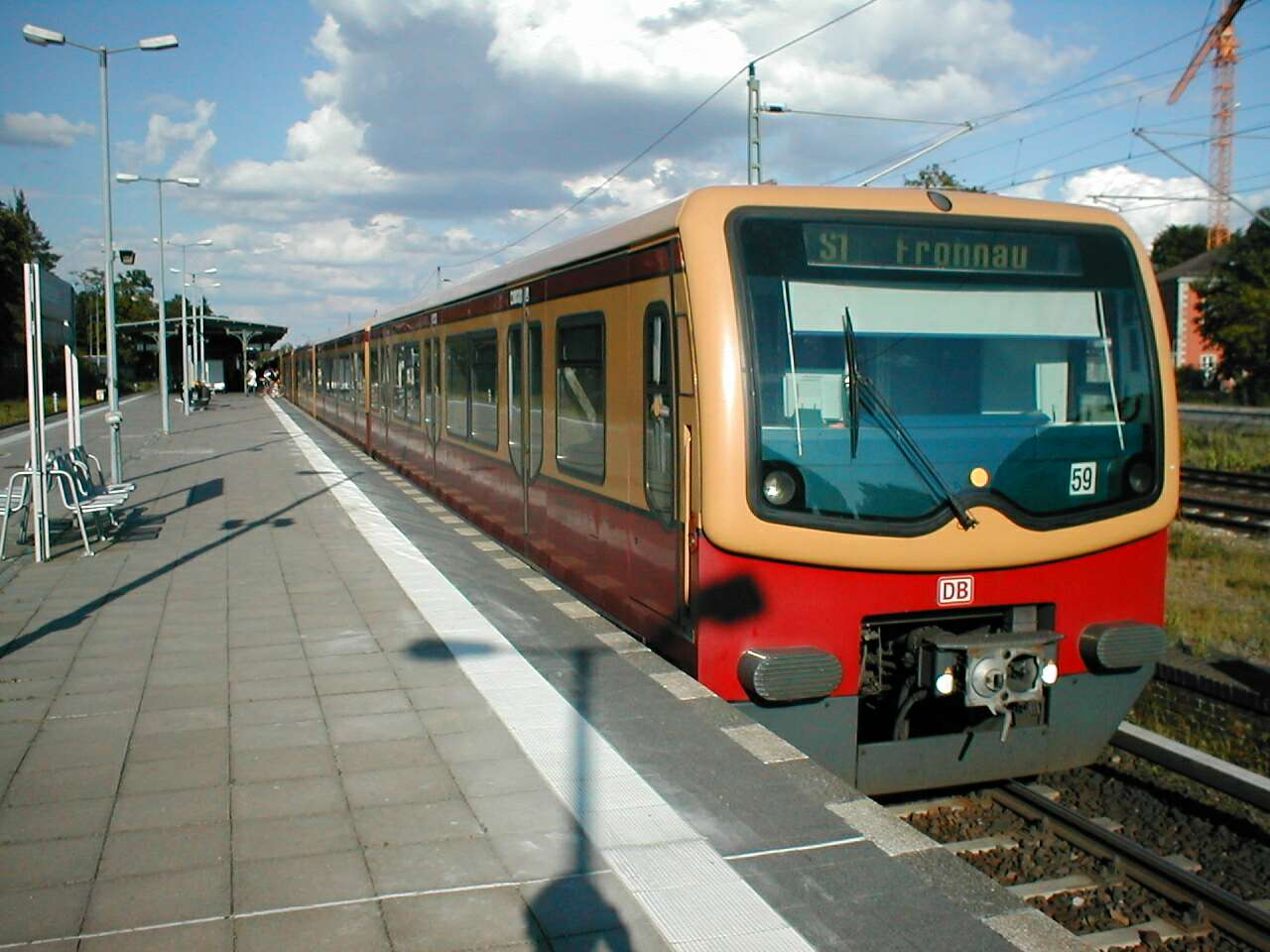
La S-Bahn a Potsdam Griebnitzsee

La stazione centrale di Potsdam (Potsdam Hauptbahnhof) è posta sulla ferrovia Berlino-Magdeburgo.
Sulla stessa linea vi sono le stazioni di Griebnitzsee, Charlottenhof e Park Sanssouci, adibite al solo traffico regionale.
Potsdam è lambita anche dalla ferrovia Berlino-Dessau, sulla quale si trovano le stazioni di Medienstadt Babelsberg (già Drewitz) e Rehbrücke.
La monumentale Kaiserbahnhof di Park Sanssouci è stata recentemente restaurata; mentre la Hauptbahnhof è stata rinnovata pochi anni dopo la riunificazione. La struttura, molto moderna, conserva una torre idrica oggi adibita a caffè. Nel periodo della DDR la stazione centrale era quella attuale di Pirschheide, sul Berliner Außenring (costruito intorno a Berlino Ovest), e collegata tramite esso a Berlino Est.

#### S-Bahn
La città è ben collegata con la capitale tramite la S-Bahn (linea S 7), su cui conta 3 fermate: Hauptbahnhof, Babelsberg e Griebnitzsee.

### Trasporti urbani

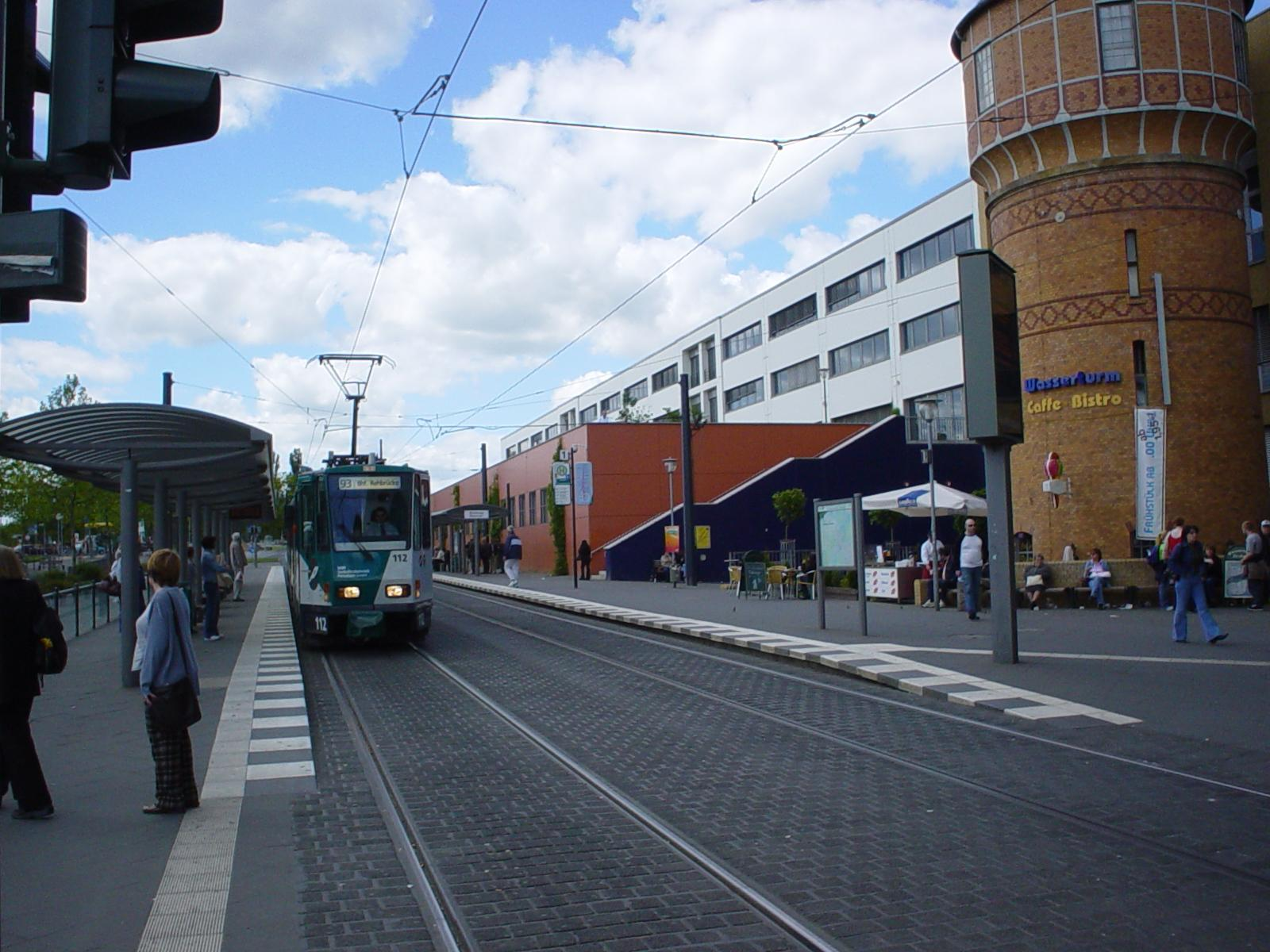
Potsdam Hauptbahnhof, con la fermata del tram

La società di trasporti urbani è la Verkehrsbetrieb Potsdam (VIP), che gestisce e può vantare su una buona rete tranviaria ed una rete capillare di autobus. Anche alcuni traghetti fanno parte della rete di trasporti pubblici. La rete di VIP è integrata nel consorzio Verkehrsverbund Berlin-Brandenburg (VBB), assieme alla S-Bahn, alla BVG berlinese e ad altre compagnie locali.
Dal 1949 al 1995 fu in servizio una piccola rete filoviaria.

### Strade ed autostrade
Le strade federali che attraversano la città sono la B 1, la B 2 e la B 273; mentre a livello autostradale Potsdam si trova vicina al raccordo anulare Berliner Ring (A 10), ed è collegata alla capitale attraverso la A 115. Altre autostrade vicine sono la A 2 e la A 9.

### Aeroporti vicini
Gli scali internazionali vicini a Potsdam erano i 2 aeroporti berlinesi di Schönefeld e Tegel. Da ottobre 2020, come per la città di Berlino, Potsdam è servita dall'aeroporto internazionale Berlin-Brandenburg, intitolato a Willy Brandt e dislocato nelle vicinanze di Schönefeld.

## Sport
La Turbine Potsdam è una società di calcio femminile di livello continentale, già campione nazionale e d'Europa.
La SV Babelsberg 03 è una società di calcio che milita nella Regionalliga Nord, quarto livello della piramide calcistica tedesca.

## Amministrazione

### Gemellaggi
Potsdam è gemellata con:
- Opole, dal 1973
- Bobigny, dal 1974
- Jyväskylä, dal 1985
- Bonn, dal 1988
- Perugia, dal 1990
- Sioux Falls, dal 1990
- Lucerna, dal 2002
- Versailles, dal 2016
- Zanzibar, dal 2017
- Mudanjiang
- Tubinga

## Galleria d'immagini

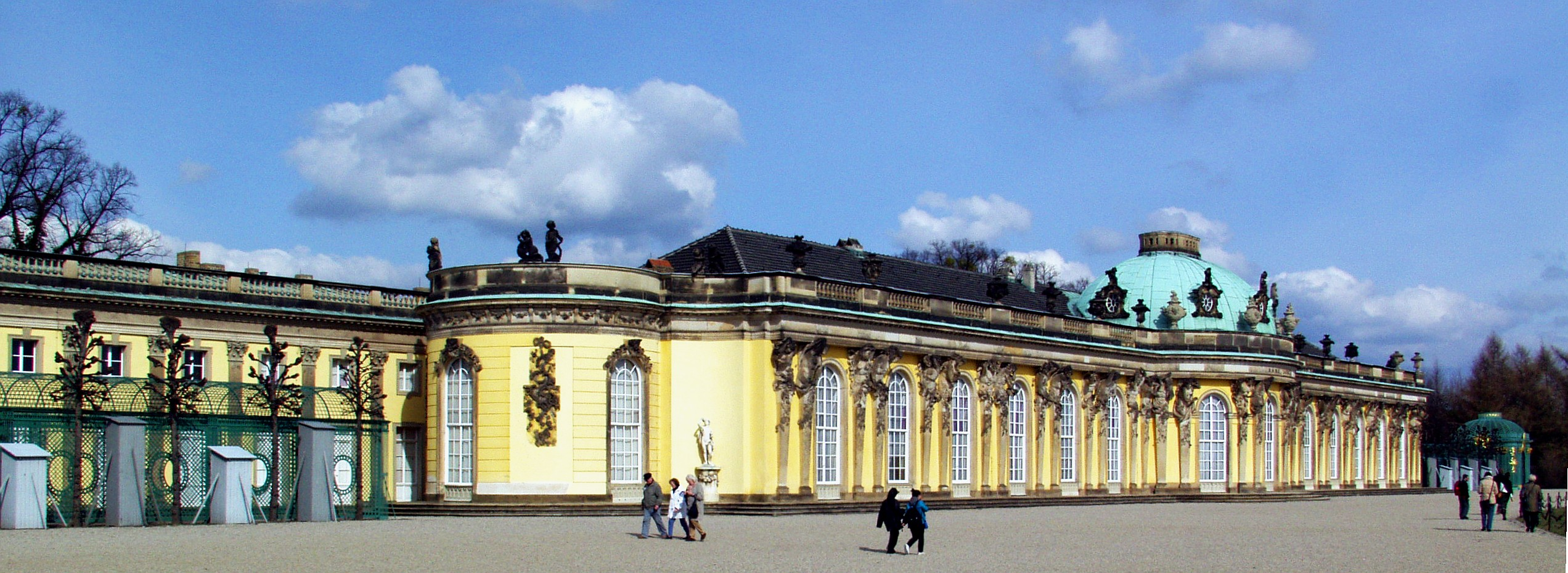
Castello Sanssouci
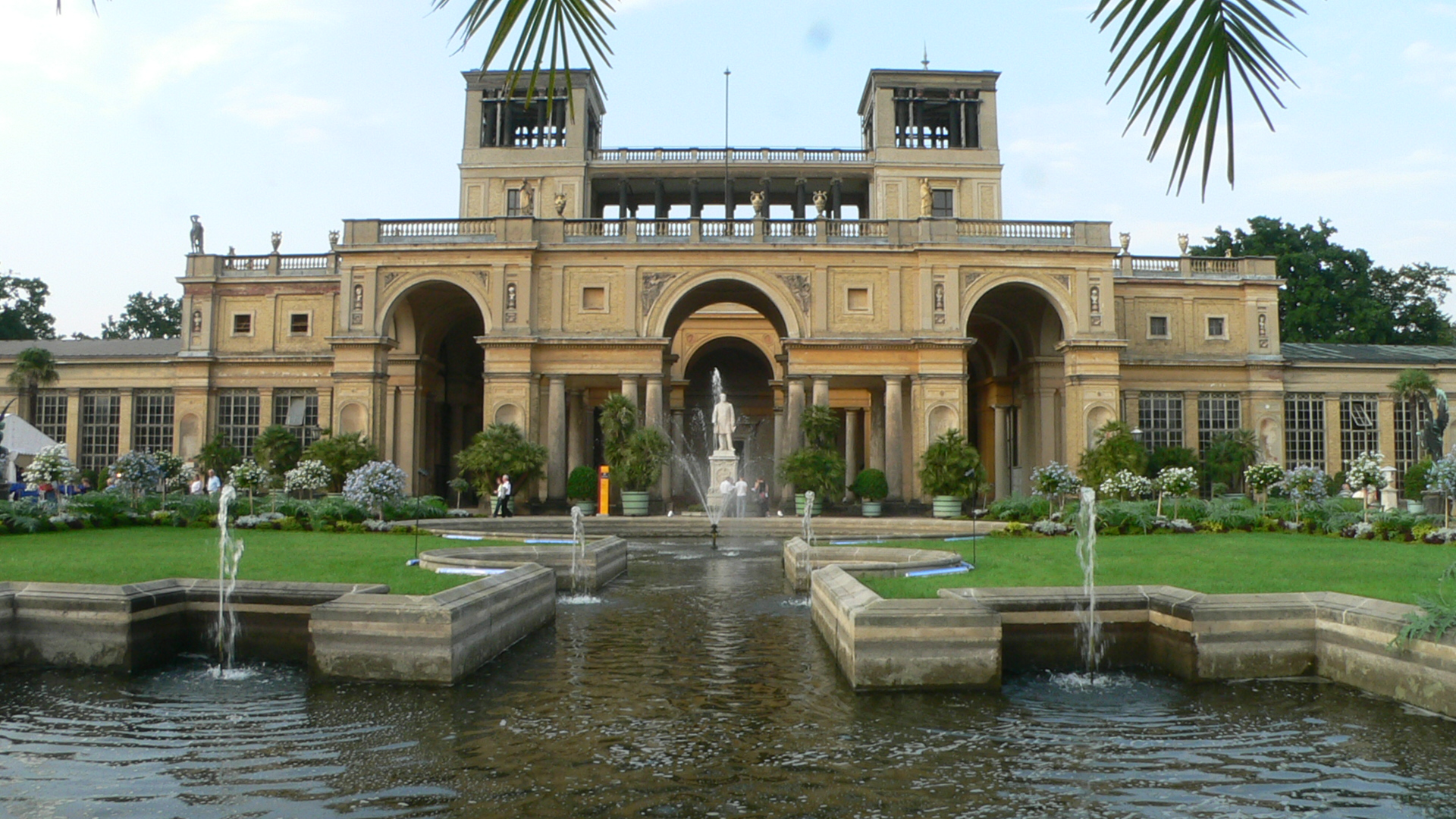
Orangerie
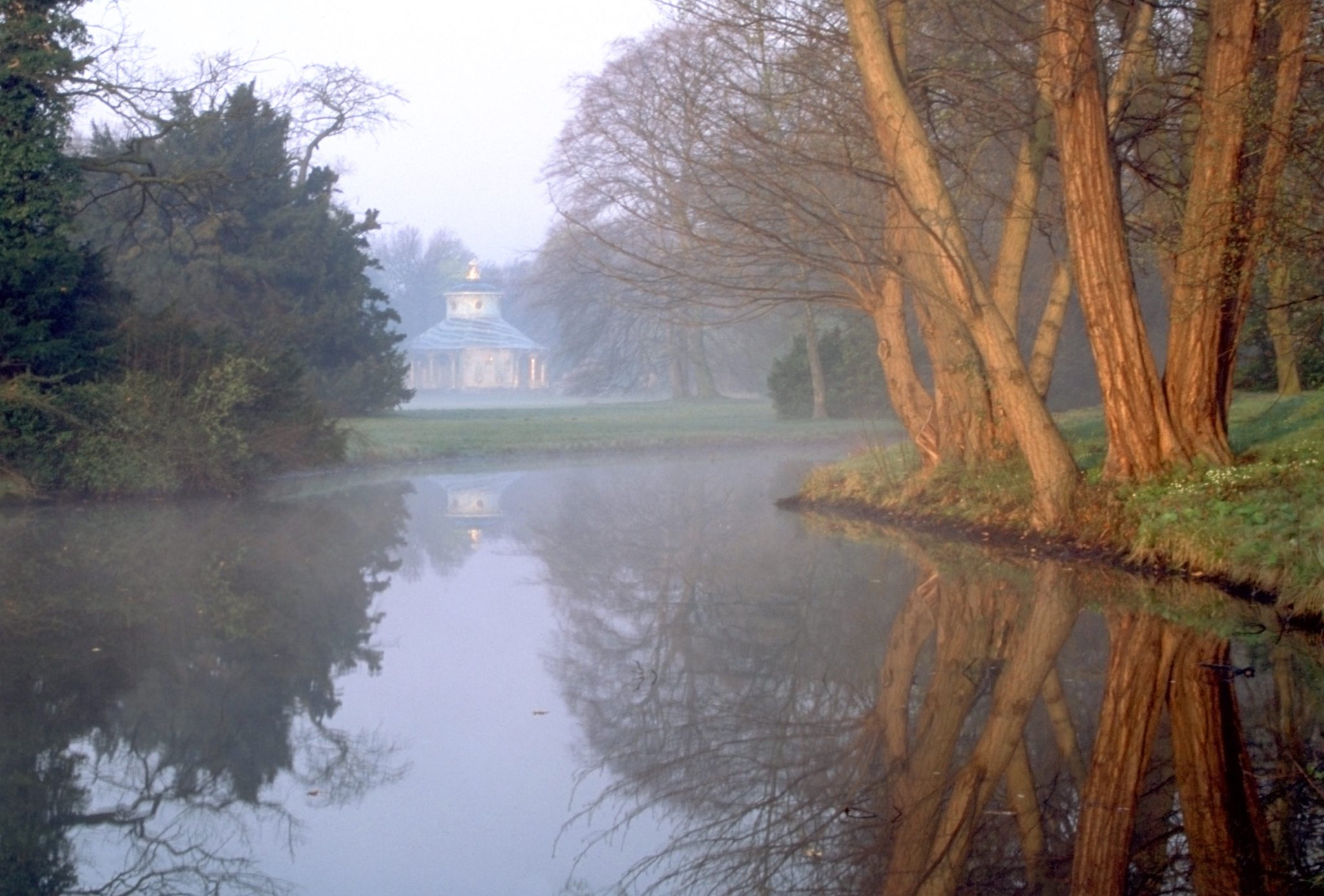
Park Sanssouci
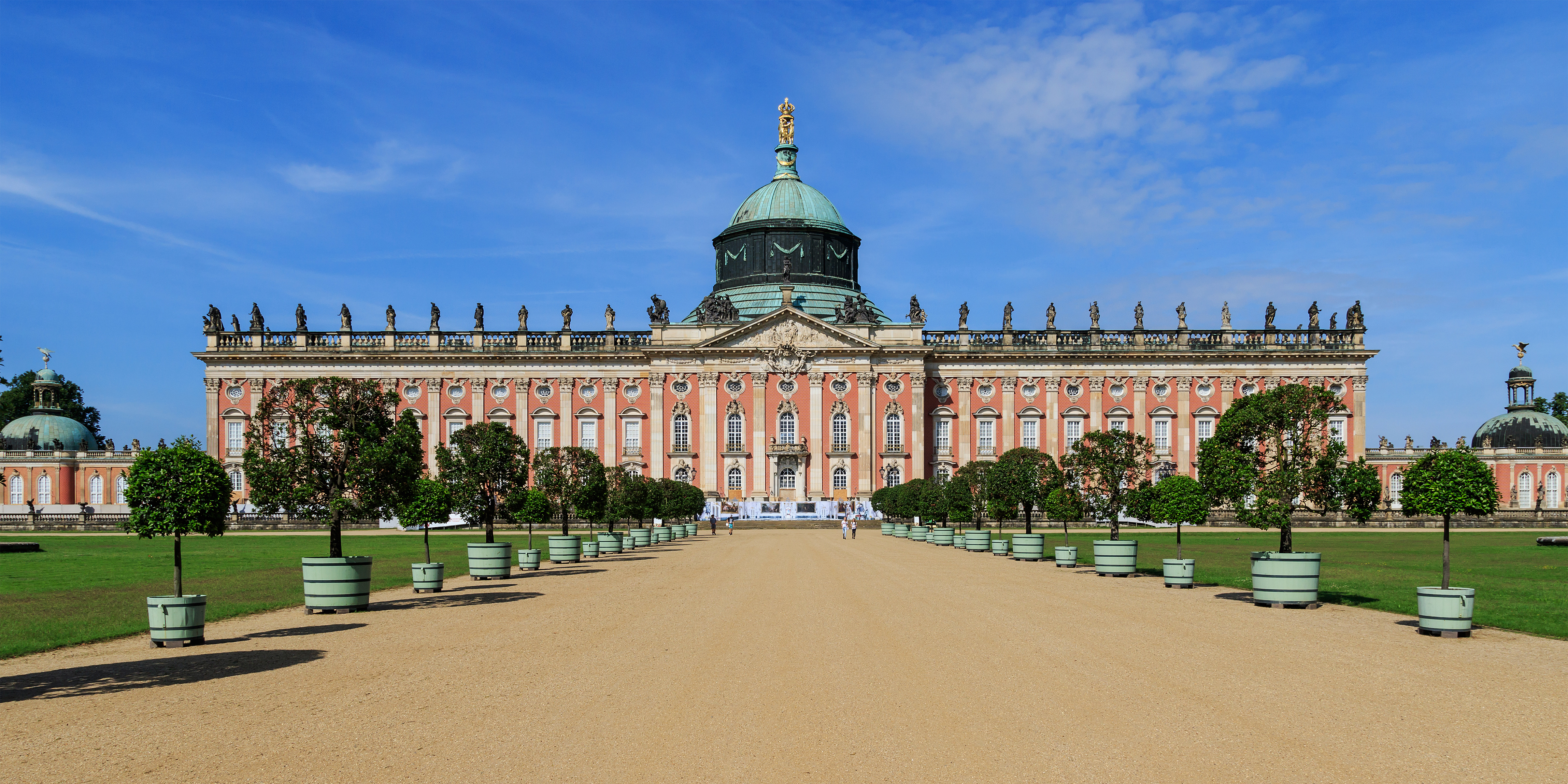
Neues Palais
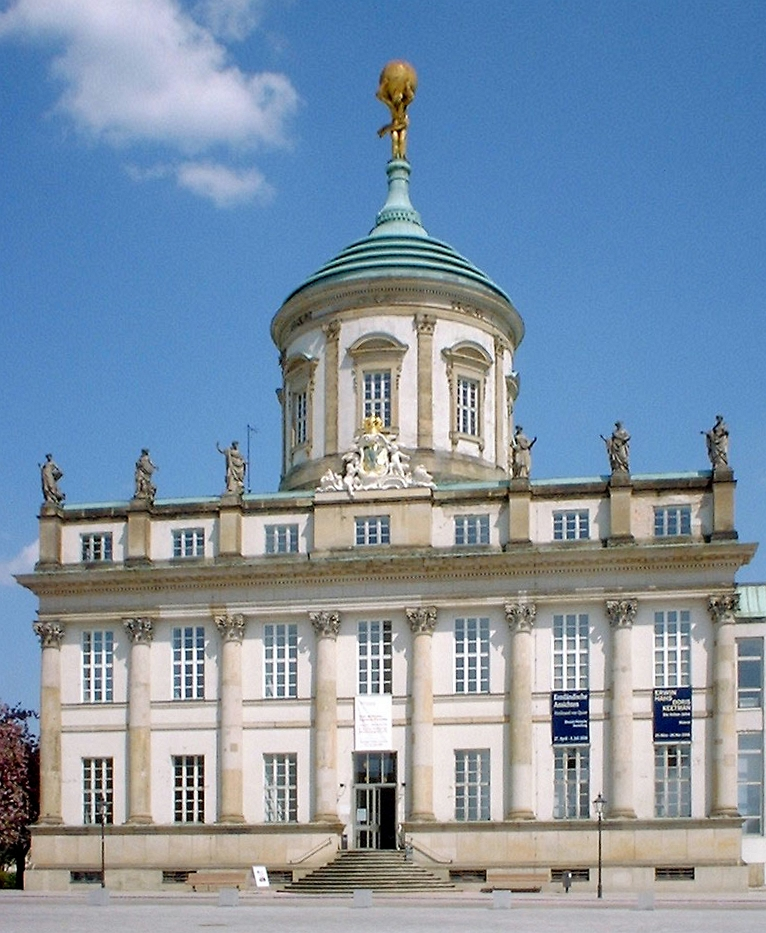
Vecchio Municipio
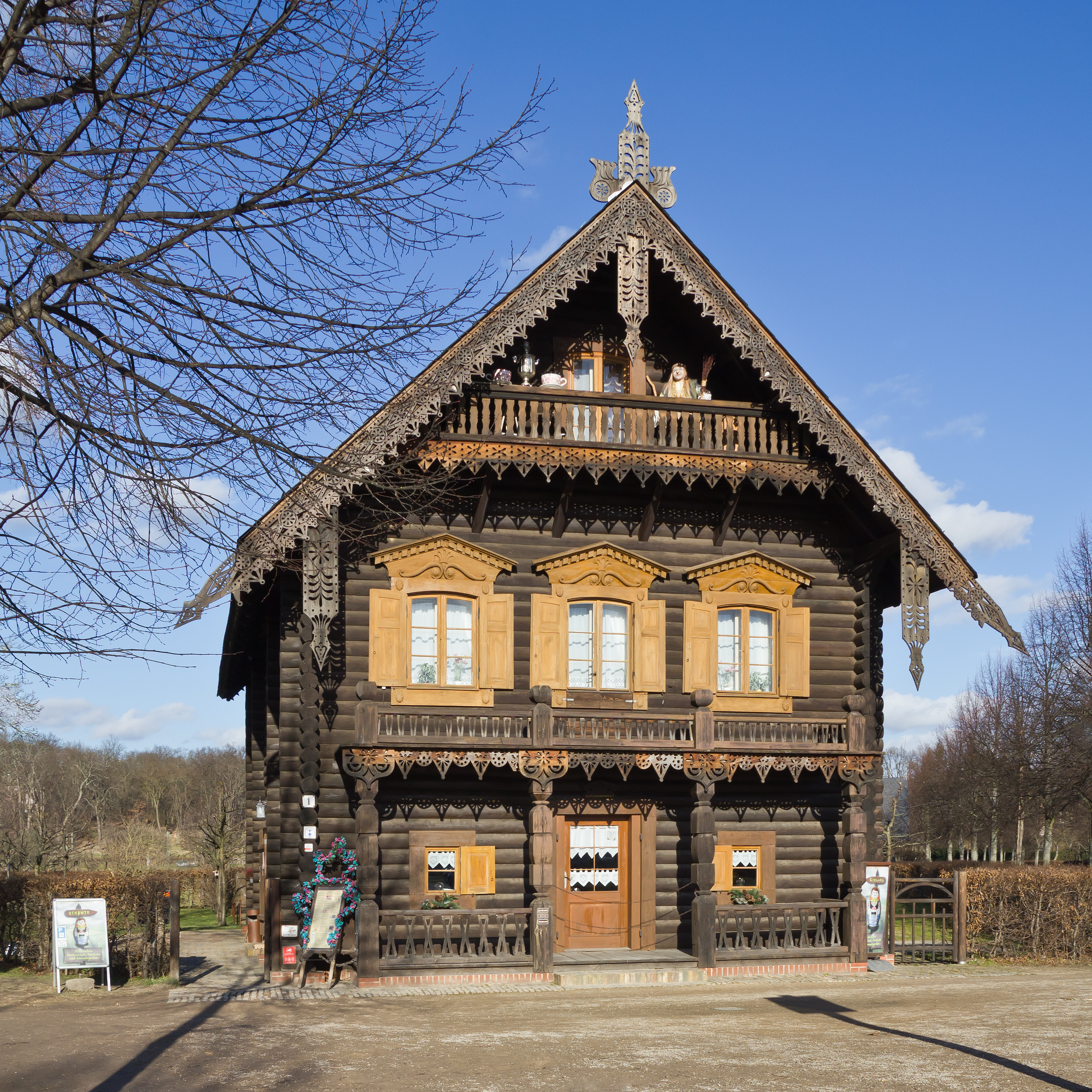
Alexandrowka (Colonia russa)
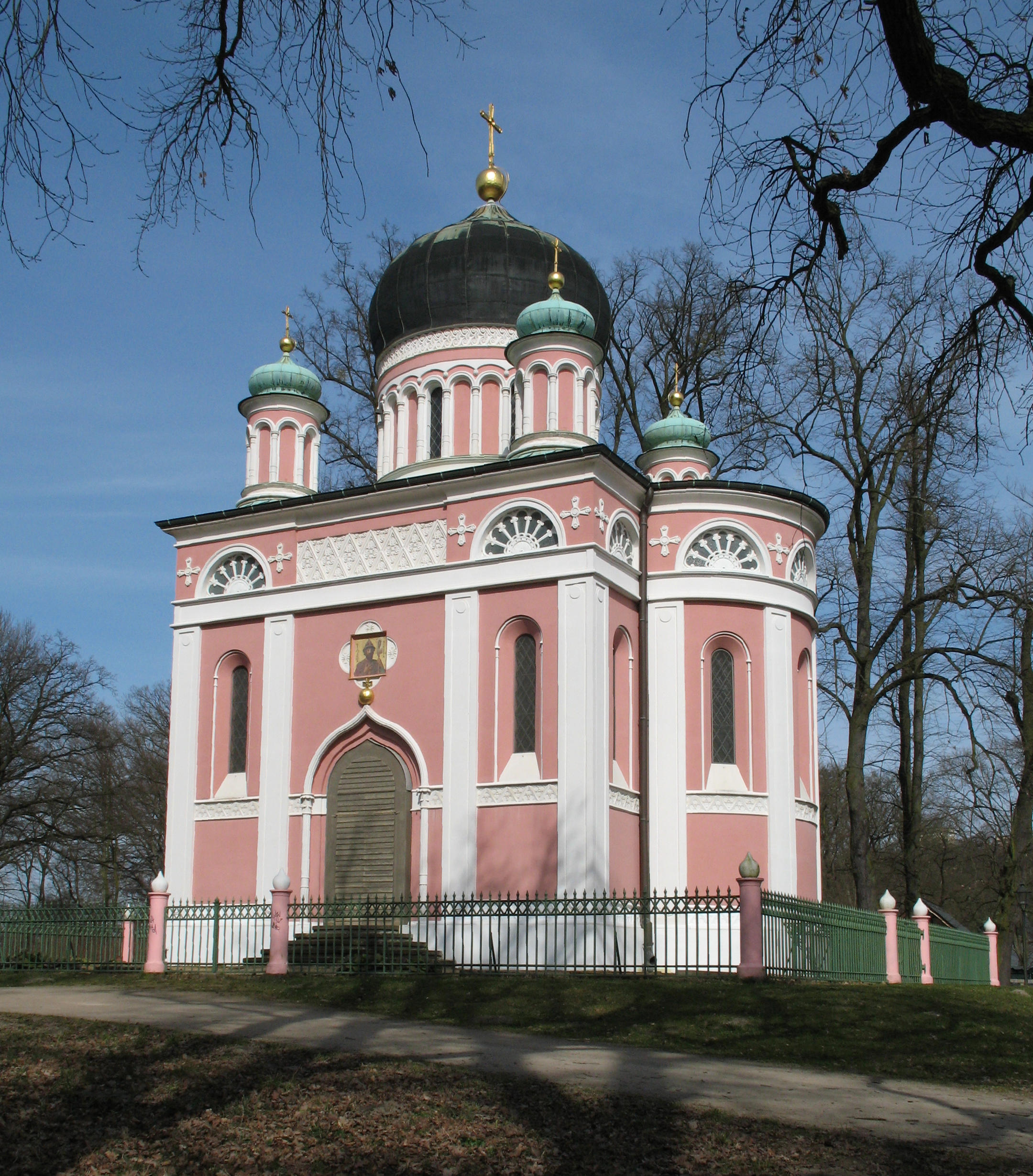
Chiesa di Aleksandr Nevskij
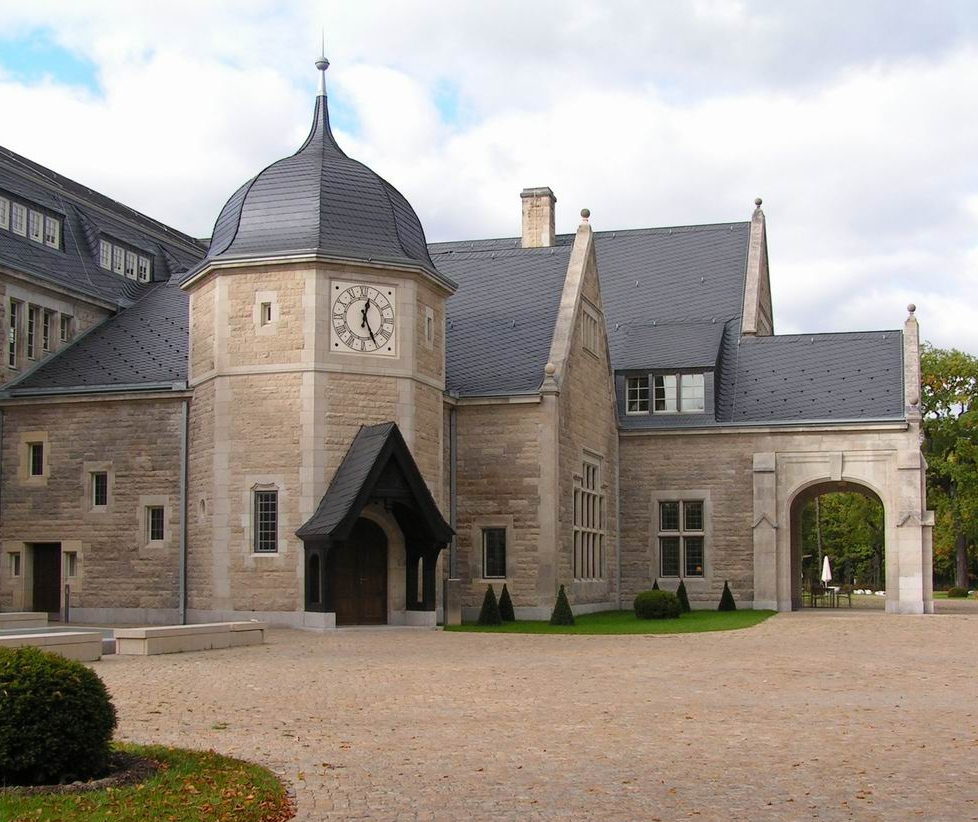
Kaiserbahnhof Potsdam Park Sanssouci
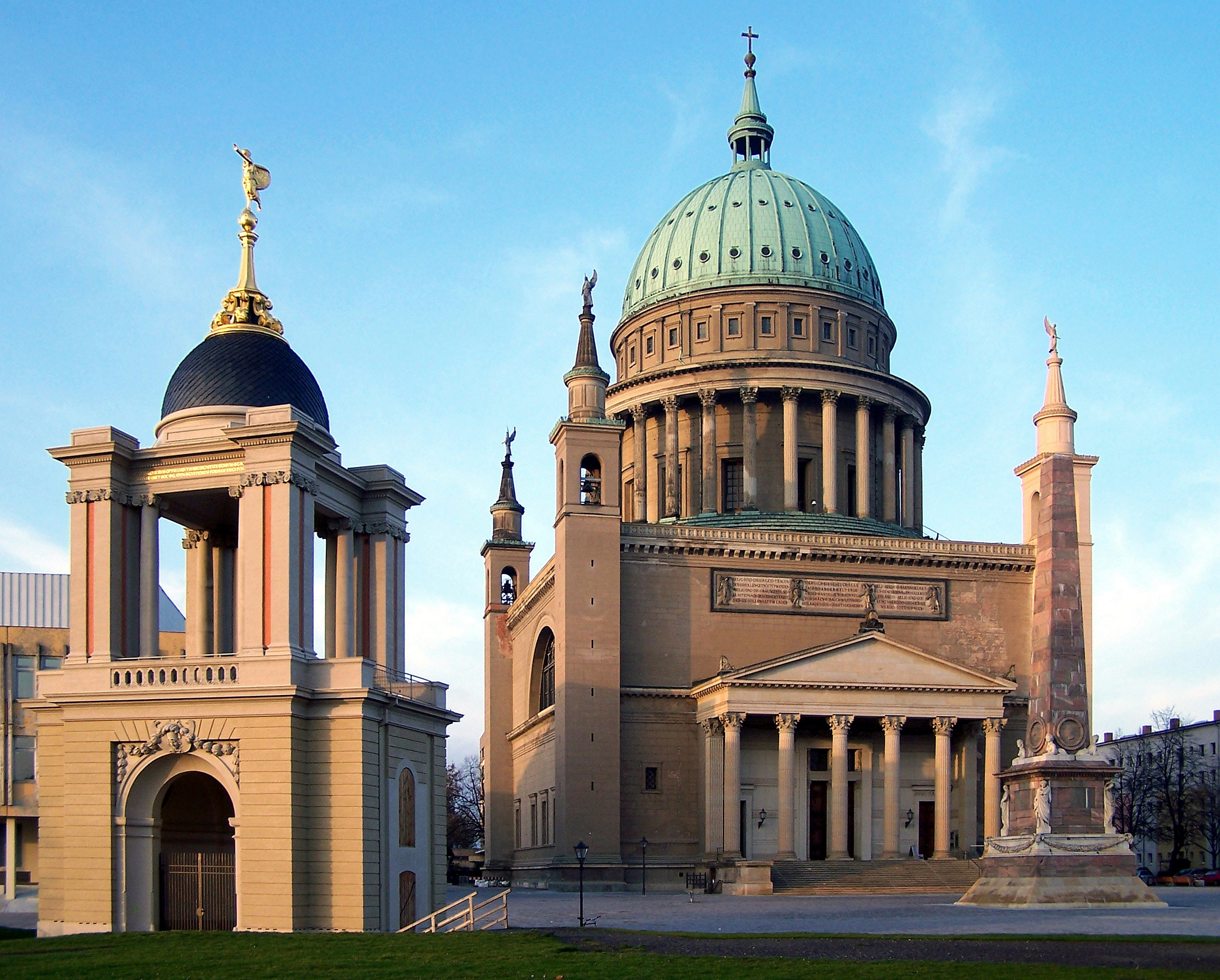
St.-Nikolai-Kirche
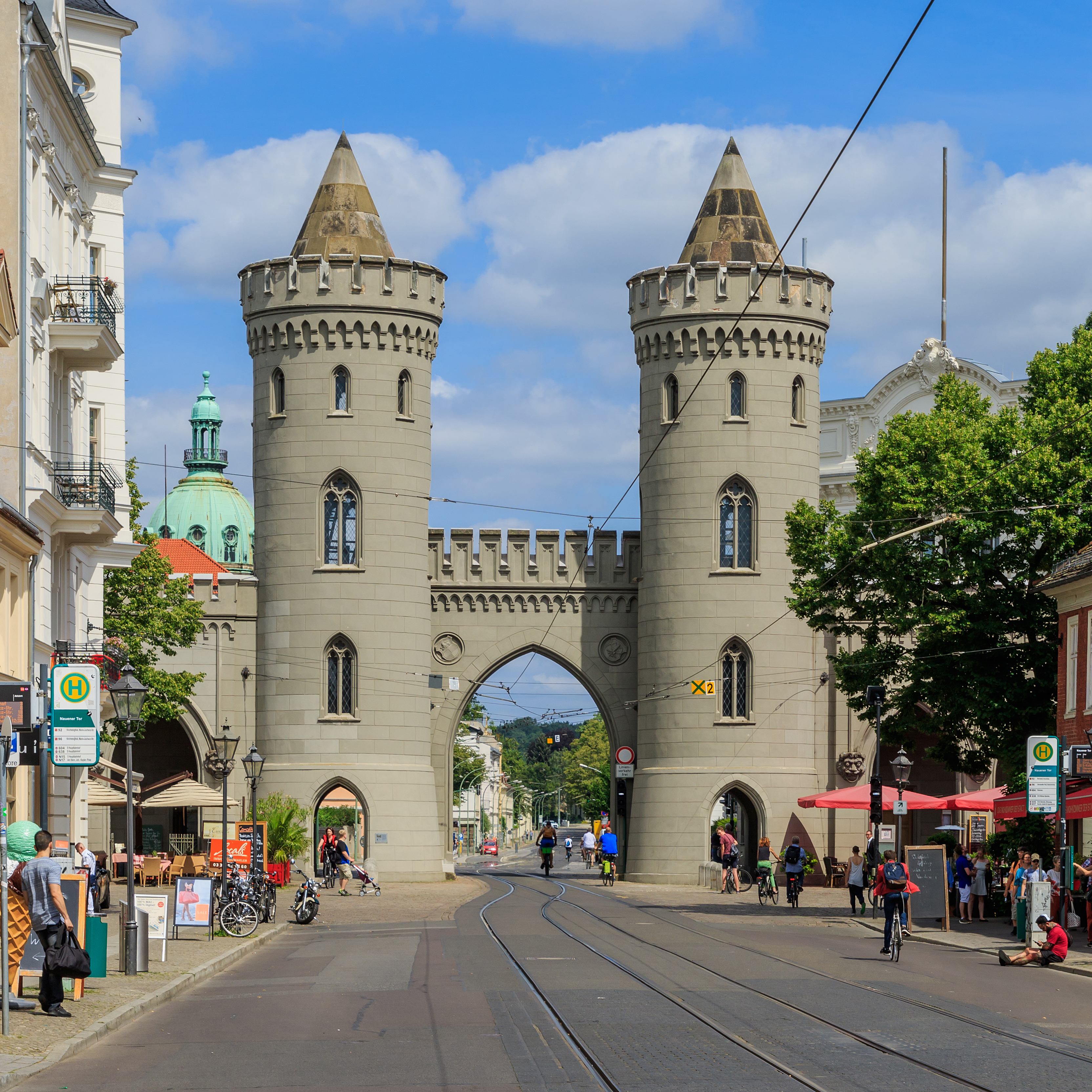
Nauener Tor
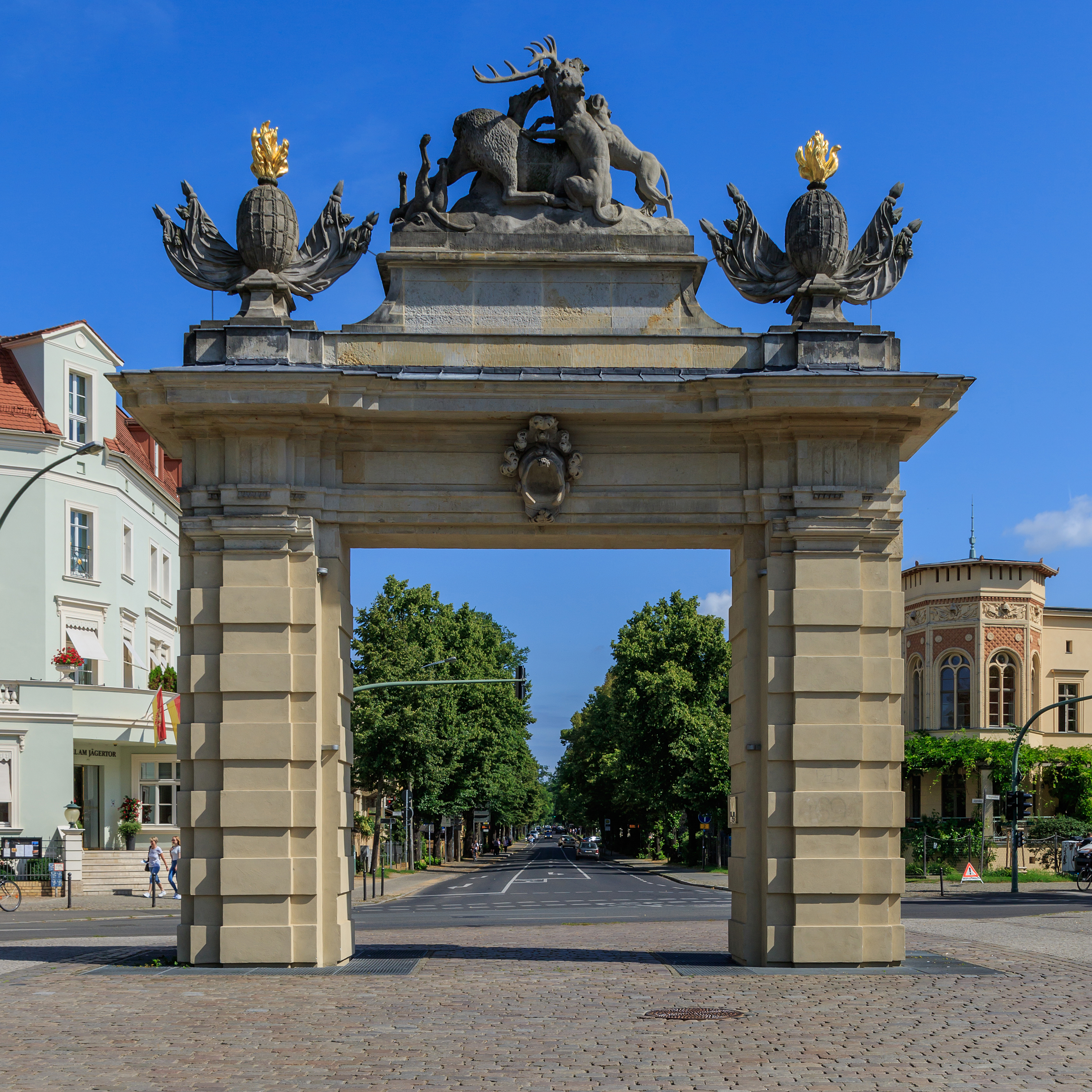
Jägertor
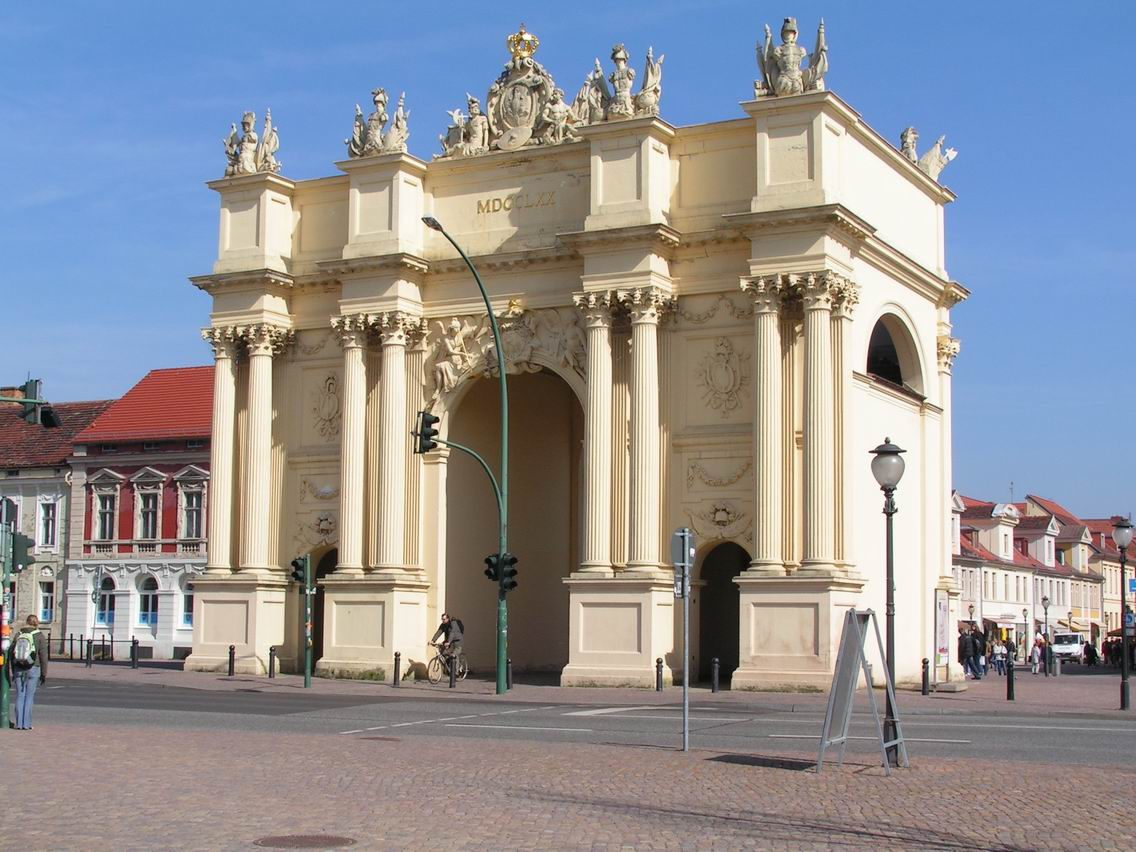
La Brandenburger Tor
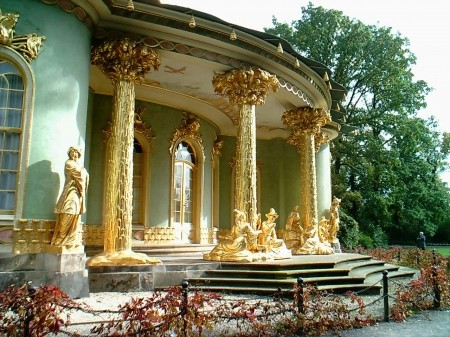
Casa cinese (P.Sanssouci)
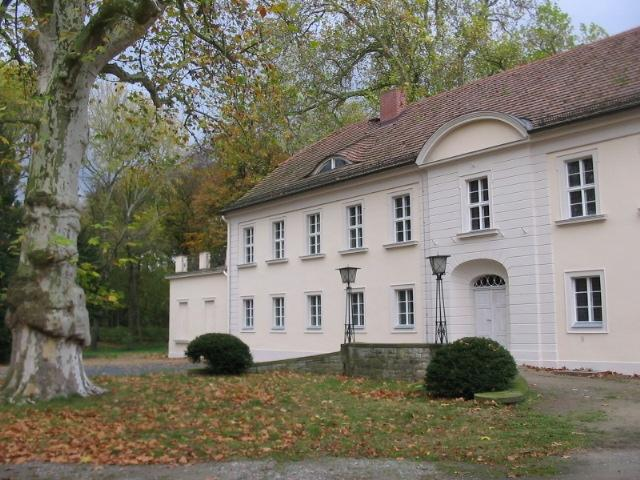
Il castello di Sacrow
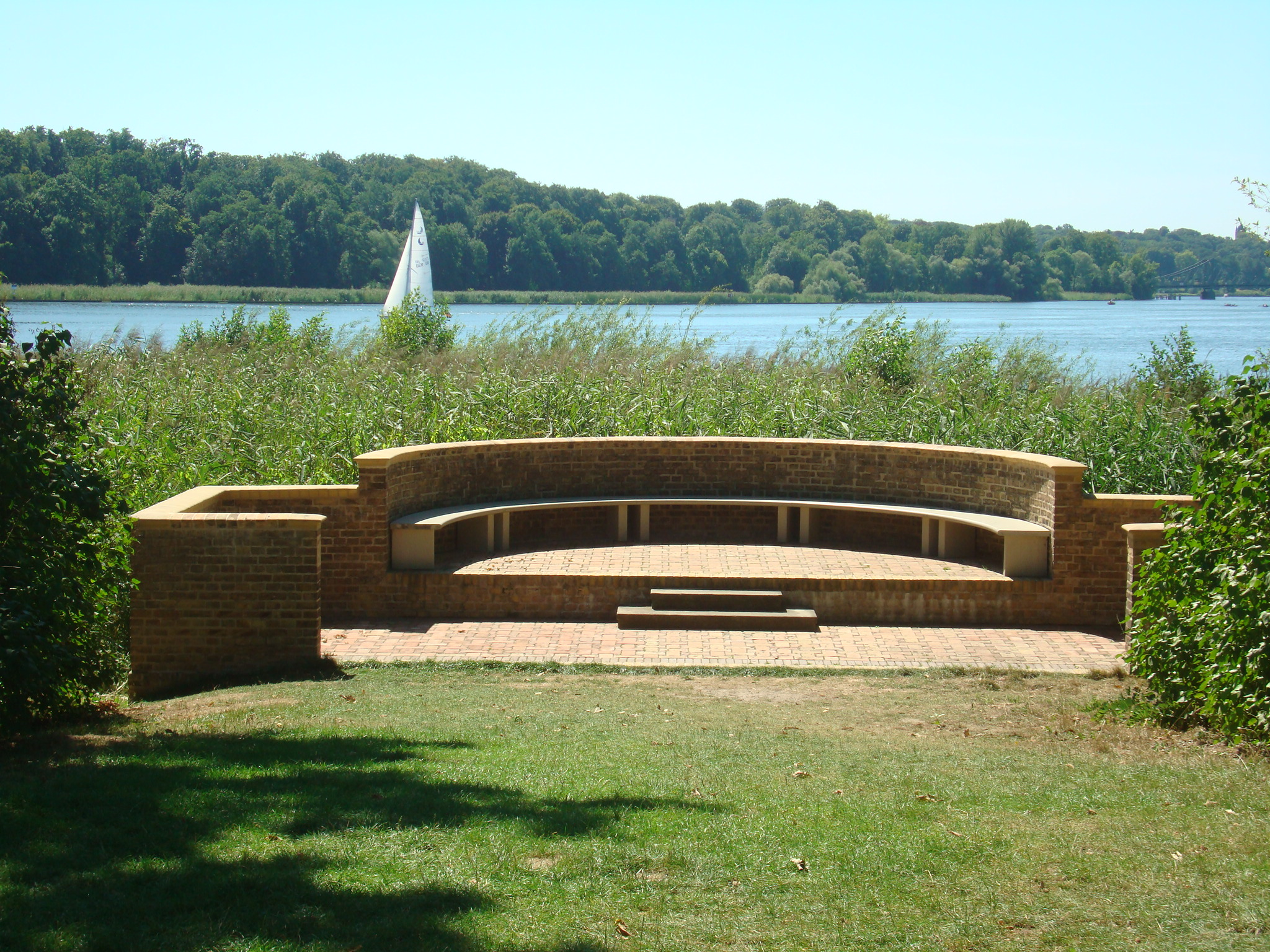
Il parco del Castello di Sacrow